# Speech Debelle
Speech Debelle (* 17. März 1983 in London; richtiger Name Corynne Elliott) ist eine englische Rapperin jamaikanischer Abstammung.

## Werdegang
Corynne Elliott wuchs allein mit ihrer Mutter auf, nachdem ihr Vater sie verlassen hatte, als sie sechs Jahre alt war. Mit neun schrieb sie schon erste Gedichte und wandte sich dann dem Rap zu. Die Schule verließ sie ohne Abschluss und sie überwarf sich auch mit ihrer Mutter, worauf sie vier Jahre lang bis zu ihrer Versöhnung ohne festen Wohnsitz lebte.
Mit 23 bewarb sie sich bei verschiedenen Plattenlabels und wurde von Big Dada unter Vertrag genommen. Ihr Debütalbum Speech Therapy erschien im Mai 2009 und gewann den prestigeträchtigen Mercury Prize, woraufhin ihr Album auch in die UK-Charts einstieg.

## Diskografie
Alben
- Speech Therapy (2009)
- Freedom of Speech (2012)
- Tantil Before I Breathe (2017)

Singles
- Searching (2009)
- The Key (2009)
- Go Then, Bye (2009)
- Better Days (2009)
- Spinnin’ (2009)
- Studio Backpack Rap (2011)
- I'm with It (2012)
- Live for the Message (2012)